# گذرنامه

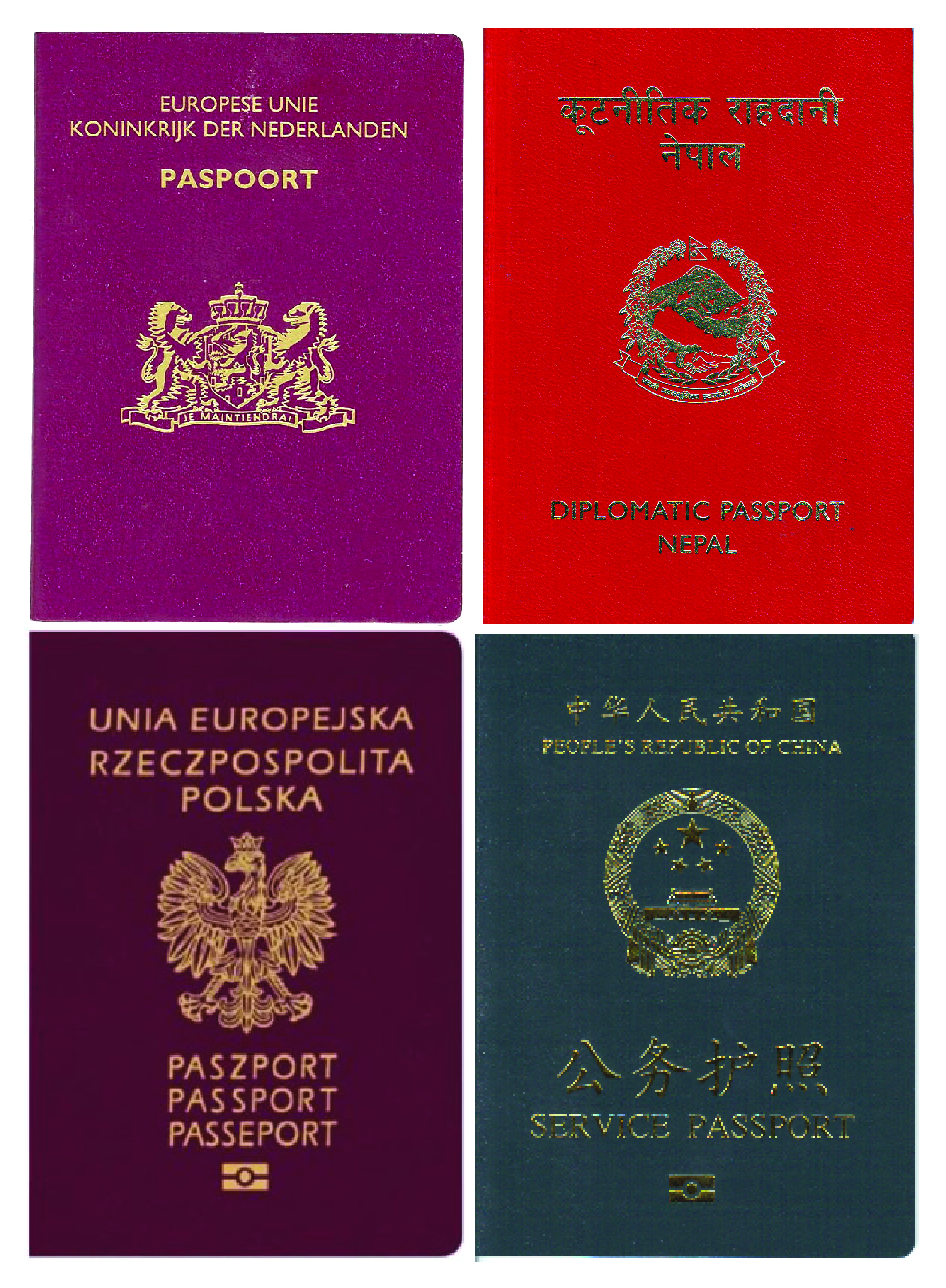
ساعتگرد، از بالا چپ : گذرنامه دانمارکی, گذرنامه دیپلماتیک نپال, گذرنامه چینی و گذرنامه لهستانی.

گُذَرنامه یا پاسپورت (به فرانسوی: Passeport) یکی از مدارک شناسایی رسمی است که از سوی دولت‌ها برای شهروندانشان صادر می‌شود. با این مدرک دولت مربوطه از دیگر دولت‌ها اجازه می‌خواهد تا به شهروندان مربوطه اجازهٔ گذر یا ورود به خاک آن کشورها را بدهند. به اجازه‌ای که به این منظور از دیگر دولت‌ها گرفته می‌شود، روادید یا ویزا گفته می‌شود.
در قدیم به گذرنامه «تَذکَرهٔ مُرور» گفته می‌شد.
گذرنامه از یک سو مجوز خروج فردی است که دارای تابعیت سیاست داخلی آن کشور است و از سوی دیگر، تضمین‌کنندهٔ امنیت و حقوق مسافر در قلمرو دیگر کشورها به معنی پذیرش آن از سوی کشور مبدأ است. این موضوع، تابع قدرت سیاسی و بین‌المللی کشور صادرکنندهٔ گذرنامه است.
اگر کشوری بخواهد می‌تواند به فرد بدون گذرنامه نیز اجازهٔ ورود به آن کشور یا مسافرت با شرکت هواپیمایی دولتی آن کشور را بدهد.

## تعریف قانونی گذرنامه
بر پایهٔ مادهٔ ۱ قانون گذرنامه مصوب ۱۰ اسفند ۱۳۵۰، گذرنامه سندی است که از طرف مقامات دارای صلاحیت مذکور در این قانون برای مسافرت اتباع ایران به خارج یا اقامت در خارج از کشور یا مسافرت از خارج به ایران داده می‌شود.

## تاریخچه

### دیرینگی گذرنامه
یکی از نخستین اشاره‌ها به کاغذهایی که به عنوان گذرنامه مورد استفاده قرار می‌گرفته‌است در سال ۴۵۰ پیش از میلاد و در کتاب نحمیا (از مجموعهٔ عهد عتیق یا تنخ) آمده‌است.  نحمیا از یهودیان شناخته شده که در کاخ شوش مباشر اردشیر یکم هخامنشی بود، برای سفر به یهودیه از اردشیر یکم نامه‌ای دریافت می‌کند تا تضمینی برای به سلامت عبور کردن از اراضی تحت سلطهٔ دیگر فرمانروایان باشد.

### گذرنامهٔ امروزی
گذرنامه به معنای امروزی آن، در اواخر سدهٔ ۱۹ میلادی رایج شد. کشورهایی مانند امپراتوری بریتانیا برای آسان‌سازی سفر اتباع خود در سراسر قلمرو خود، گذرنامه‌ای ایجاد کردند که تنها یک برگ داشت و به معنی اجازهٔ فرد برای عبور از مرز شد.

### گذرنامهٔ عکس‌دار
تا پیش از جنگ جهانی اول، گذرنامه‌ها عکس‌دار نبودند و پس از پایان جنگ، گذرنامهٔ عکس‌دار، الزامی‌شد. در نخستین روزهای اجباری شدن گذرنامهٔ عکس‌دار، درخواست‌کنندگان می‌توانستند عکس دلخواه خود و حتی عکس دسته‌جمعی یا خانوادگی را برای گذرنامه انتخاب کنند.

## در کشورها

### آمریکا
در ایالات متحدهٔ آمریکا اگر وزن دارندهٔ گذرنامه به مقدار زیادی اضافه یا کم شود، یا جراحی پلاستیک روی صورت انجام شود یا خال‌کوبی یا سوراخ‌کاری بدن یا سوراخ‌کاری بینی روی صورت انجام یا برداشته شود باید گذرنامهٔ تازه گرفته شود. از نزدیک به ۳۲۵ میلیون تَن جمعیت آمریکا تنها ۱۲۰ میلیون تَن گذرنامه دارند. از ژوئن ۲۰۱۹ ارائهٔ آدرس شبکه‌های اجتماعی برای دریافت روادید آمریکا الزامی شد.

### بریتانیا
پادشاه انگلیس گذرنامه ندارد. زیرا خود او کسی است که به شهروندان بریتانیا اجازهٔ داشتن گذرنامه را می‌دهد. بنابراین خودش نیازی به داشتن گذرنامه ندارد. اما اسناد محرمانهٔ پادشاه و ۱۵ پیغام‌بر پادشاه که مسئول جابجایی این اسناد محرمانه در سراسر جهان هستند گذرنامهٔ ویژهٔ جداگانه‌ای دارند.

### استرالیا
ساکنان ۹ دهکدهٔ ساحلی مشخص شده در پاپوآ گینهٔ نو برای ورود به استرالیا از طریق کوئینزلند نیاز به گذرنامه ندارند.

### واتیکان
واتیکان کنترل گذرنامه ندارد و شمارهٔ گذرنامه پاپ «۱» است.

### نیکاراگوئه
امنیت گذرنامهٔ نیکاراگوئه از هر کشور دیگری بیشتر است، زیرا گذرنامه این کشور ۸۹ نشان‌وارهٔ امنیتی جداگانه مانند تمام‌نگاری و نقش‌آب دارد.

### کشورهای کمونیستی
مردم بعضی کشورها مانند کرهٔ شمالی و در گذشته شهروندان کوبا و کشورهای بلوک شرق حق سفر به بیرون از کشور را نداشتند.

## نگارخانه

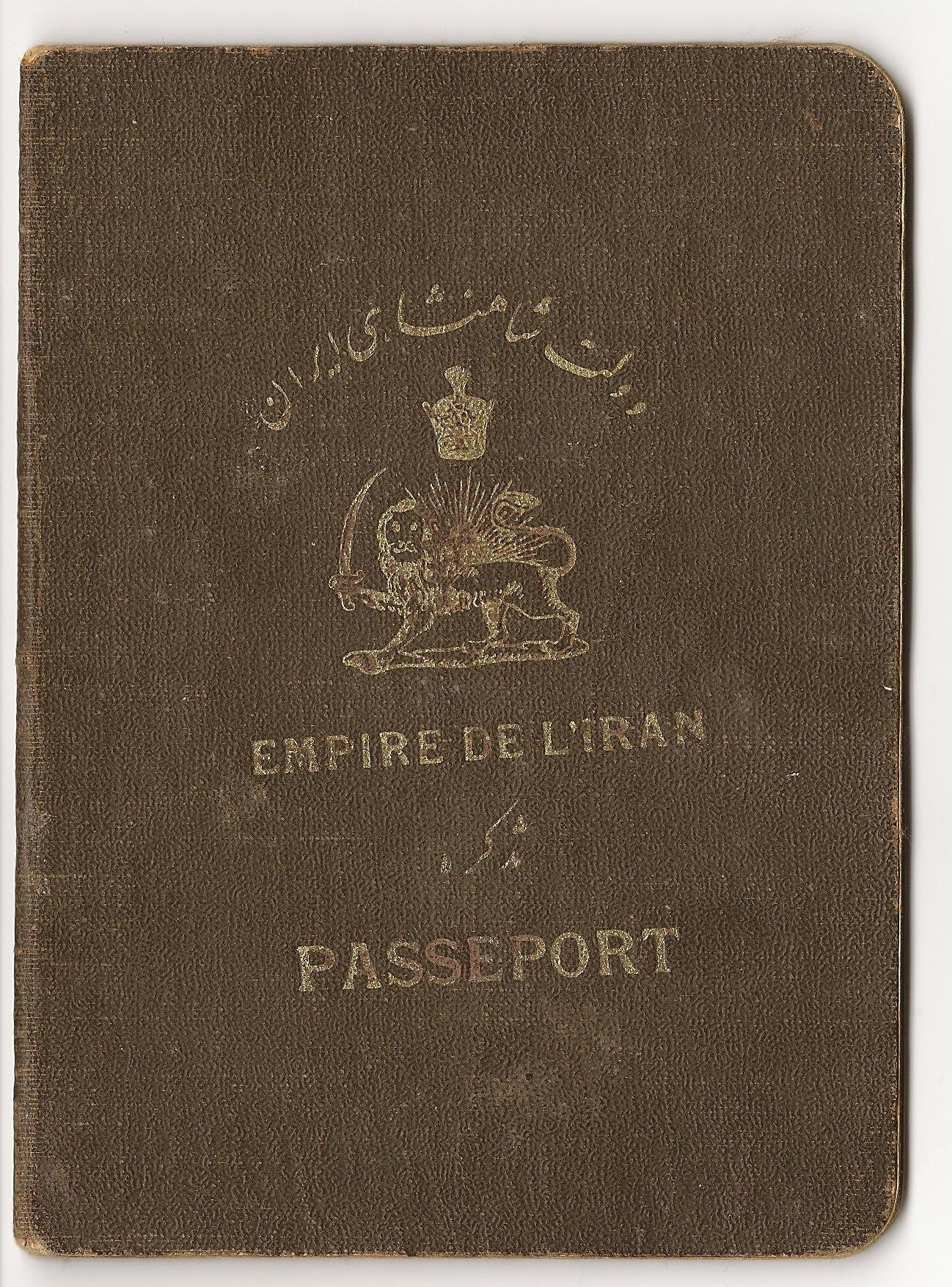
یک گذرنامهٔ ایرانی در دوره دودمان پهلوی
گذرنامهٔ پیشین ایران
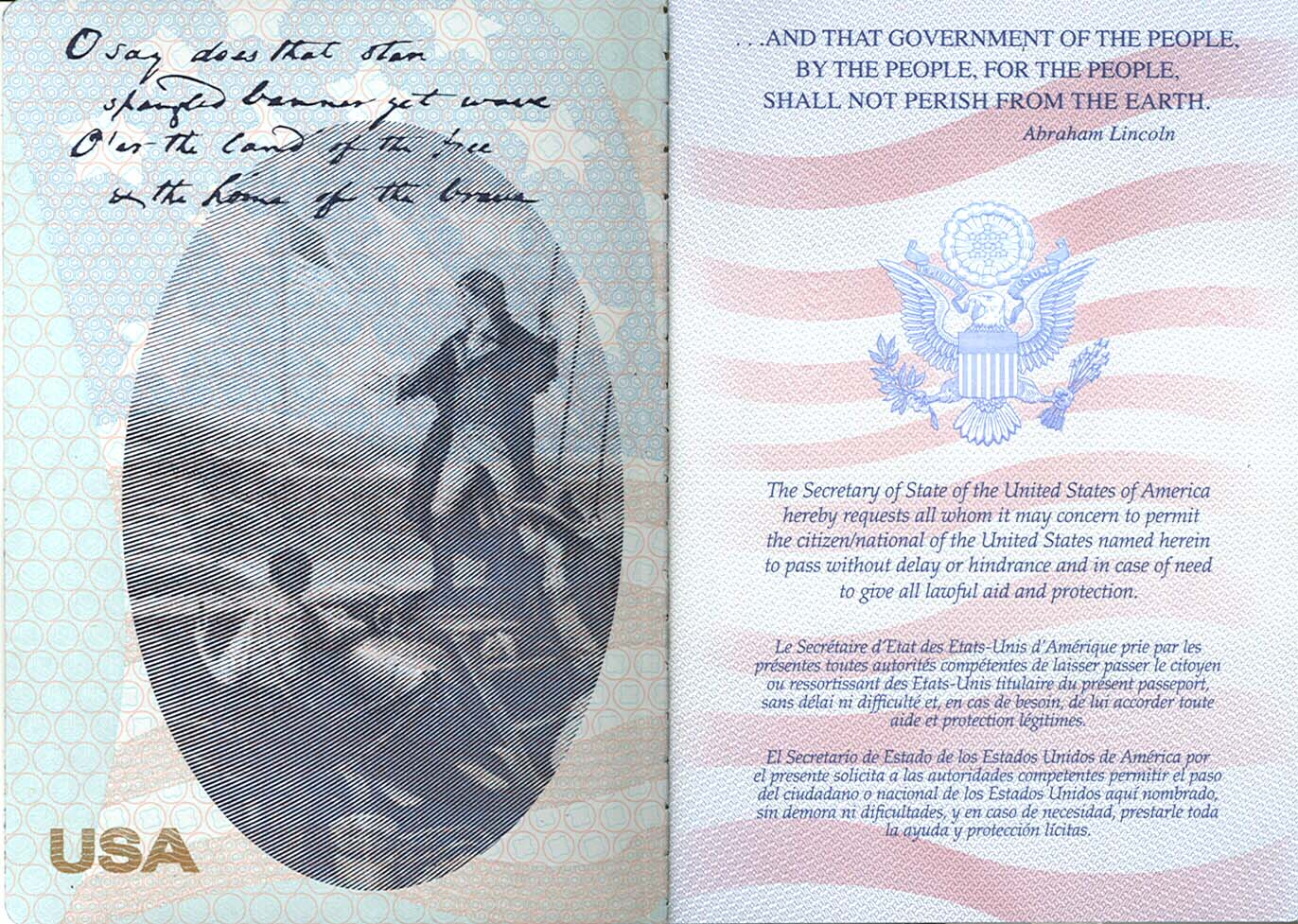
نوشتهٔ صفحهٔ آخر گذرنامهٔ آمریکایی: بدین وسیله، وزارت امور خارجهٔ ایالات متحدهٔ آمریکا از همهٔ افراد درخواست دارد که بدون تأخیر یا ایجاد مانع، به شهروند/دارندهٔ ملیت ایالات متحده که نام او در این گذرنامه آمده اجازهٔ عبور دهند و در صورت نیاز، به او کمک قانونی داده و از وی حمایت کند.
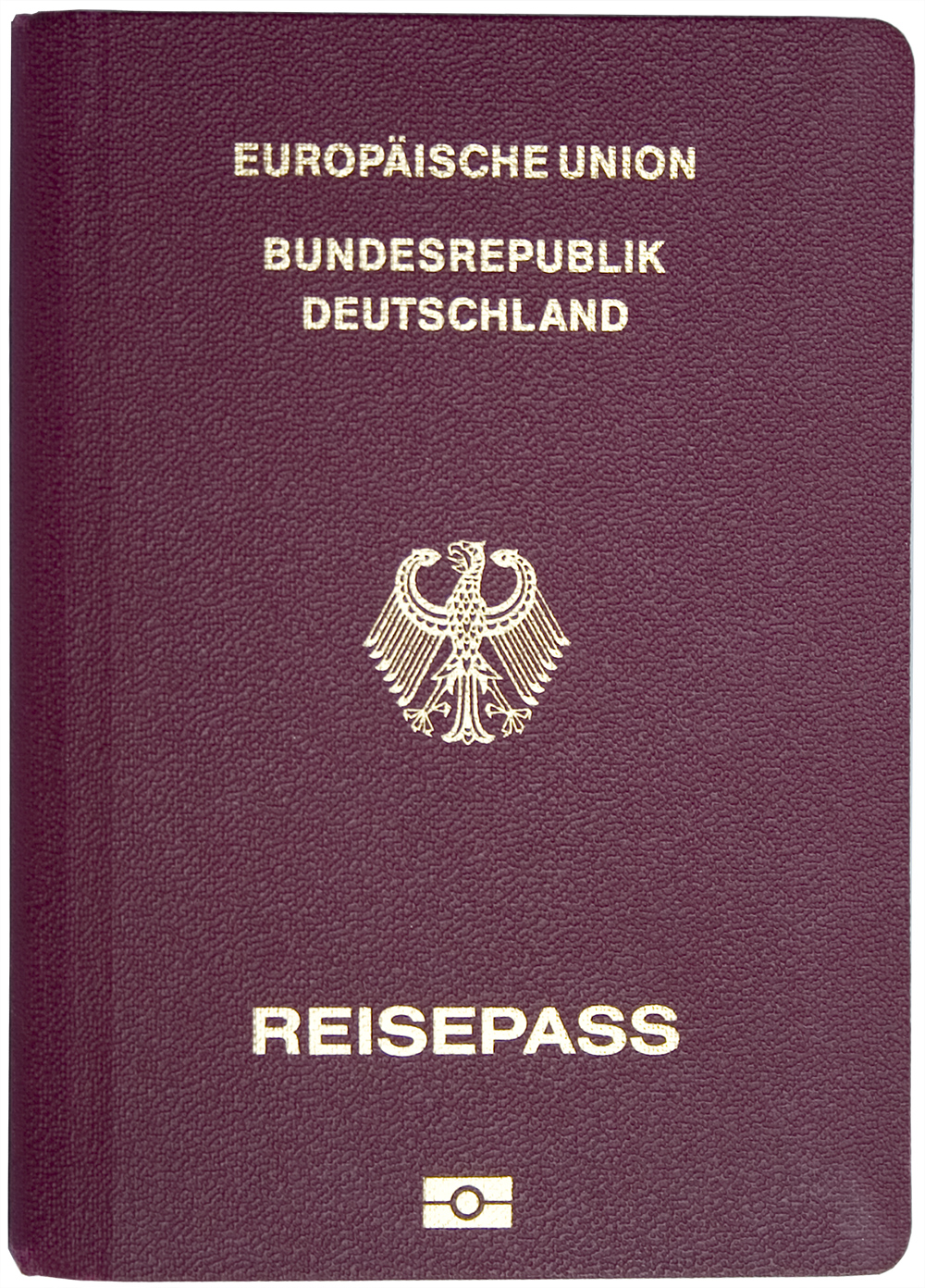
یک گذرنامهٔ بیومتریک آلمانی با تراشهٔ زیست‌سنجشی
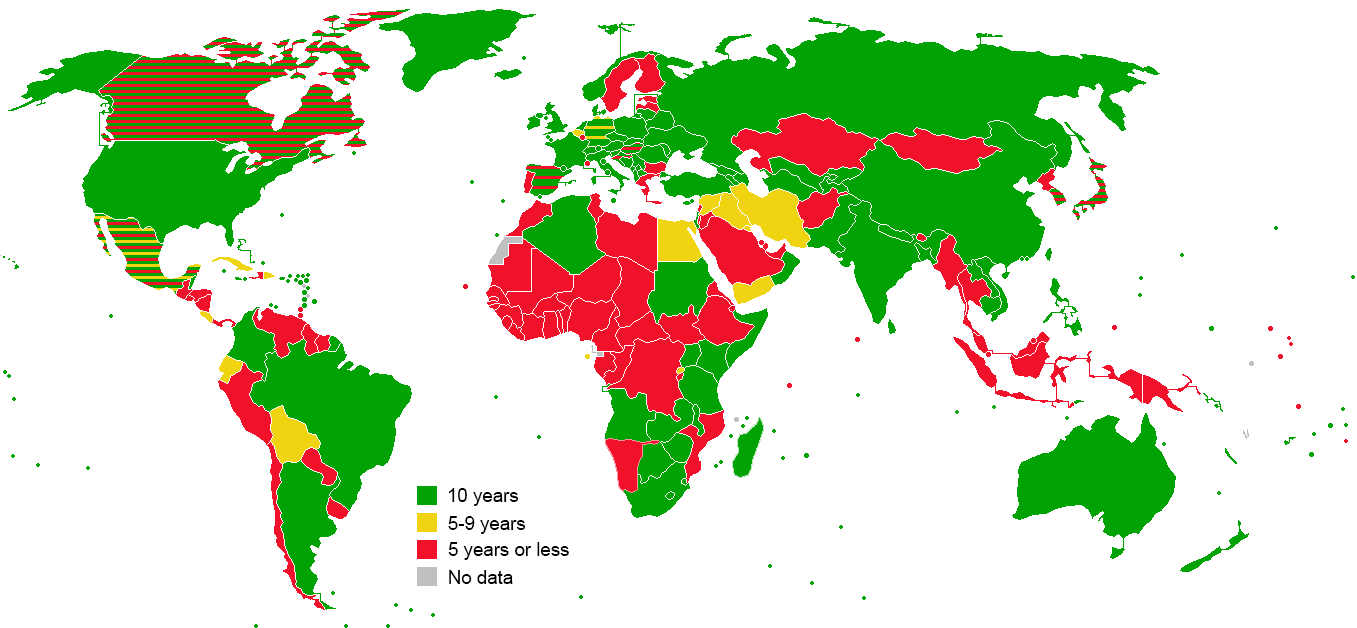
نقشهٔ کشورهای جهان بر پایهٔ مدت زمان اعتبار گذرنامه
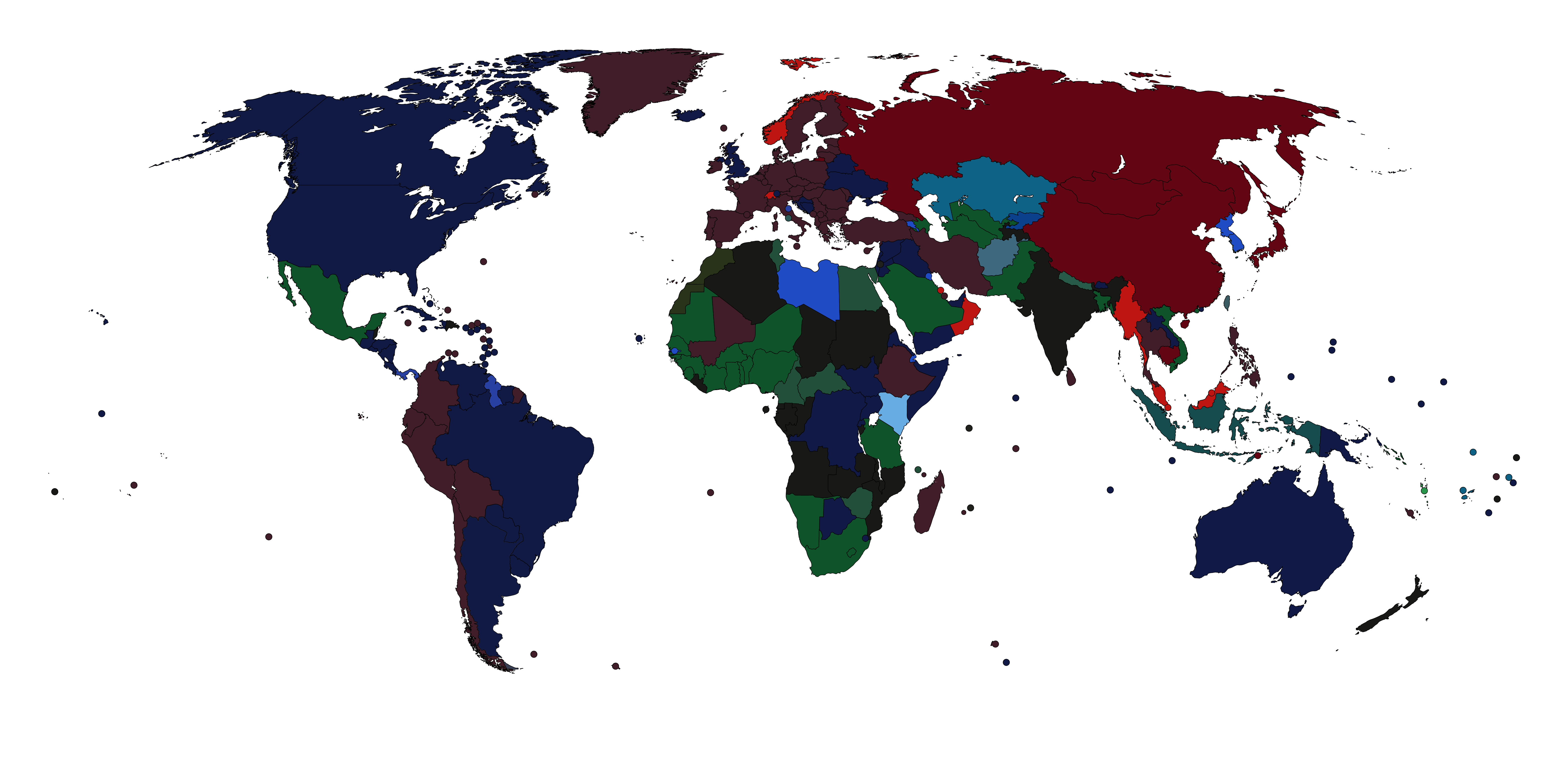
نقشهٔ کشورهای جهان بر پایهٔ رنگ گذرنامه
گذرنامهٔ کنونی افغانستان